# Kongens Lyngby
Kongens Lyngby (afgekort Kgs. Lyngby of Lyngby) is de grootste plaats in de gemeente Lyngby-Taarbæk in Denemarken. De plaats ligt zo'n 10 km ten noorden van Kopenhagen, op het eiland Seeland.
De historische plaats Kongens Lyngby bestaat uit de wijk Lyngby, die geheel in het gelijknamige bydel ("stadsdeel") Lyngby ligt, en kleine delen van de wijken Ulrikkenborg en Engelsborg (die samen het bydel Ulrikkenborg vormen). Het valt daarmee niet geheel samen met administratieve grenzen in de gemeente. Het bydel Lyngby heeft 11.497 inwoners.
Station Lyngby is een overstappunt van de S-tog-lijnen A en E op aansluitende buslijnen. Nabij Kongens Lyngby is de Technische Universiteit van Denemarken (DTU) gevestigd.

## Geboren
- Christian, graaf van Rosenborg (1942-2013), lid van het Deens Koningshuis
- Hans Abrahamsen (1952), componist
- Jens Christian Grøndahl (1959), schrijver
- Jeanette Ottesen Gray (1987), zwemster
- Jacob Bruun Larsen (1998), voetballer
- Christian Rasmussen (2003), voetballer

## Galerij

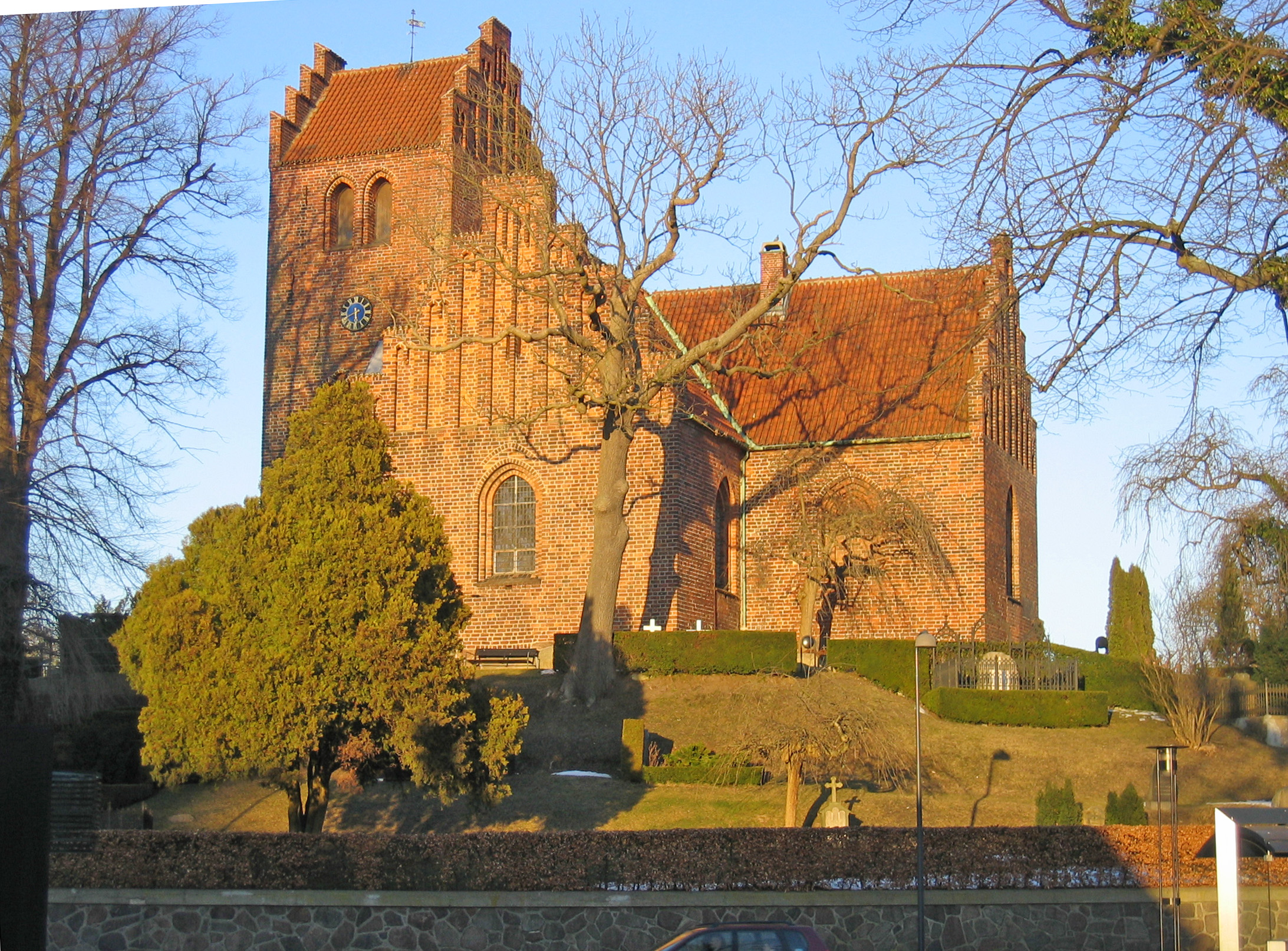
Kerk van Kongens Lyngby (ca. 1150)
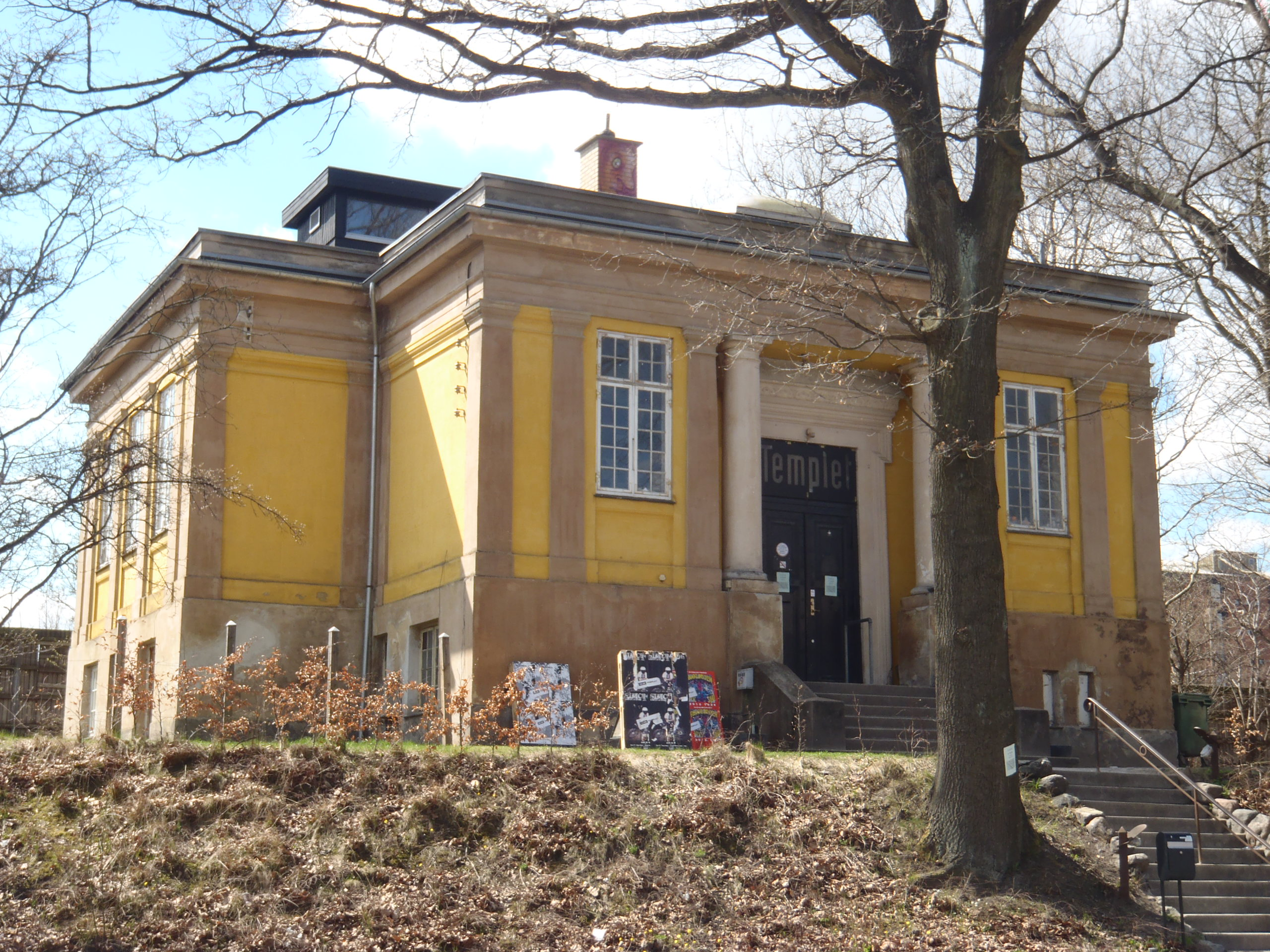
Muziekgebouw Templet (De Tempel)
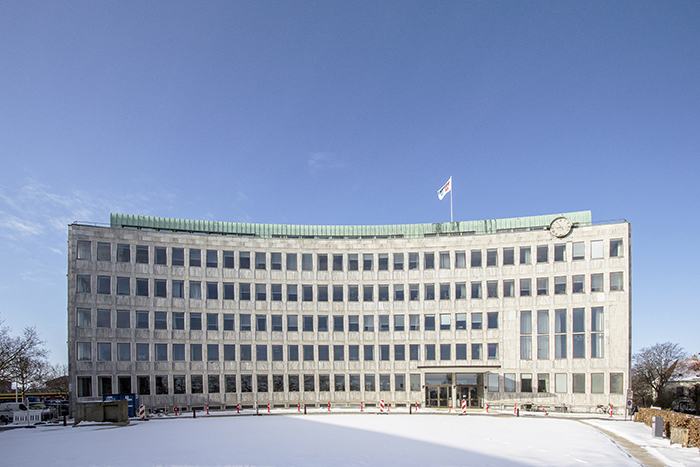
Gemeentehuis uit 1942